# Aratinga
Jandaia, maritaca, maritacaca, nhandaia, nandaia e periquito-rei são nomes comumente dados à maioria dos psitacídeos do género Aratinga.

## Etimologia
"Jandaia" e "nhandaia" vêm do tupi ñe'ndai. "Maritaca" vem de maitaca. "Maritacaca" é uma variação de "maritaca". "Periquito" veio do castelhano periquito.

## Espécies
- Aratinga-de-testa-azul, Aratinga acuticaudata (Vieillot, 1818)
- Aratinga holochlora
- Aratinga strenua
- Aratinga brevipes
- Aratinga rubritorquis
- Aratinga wagleri
- Aratinga mitrata
- Aratinga alticola
- Aratinga hockingi
- Aratinga erythrogenys
- Aratinga finschi
- Periquitão-maracanã, Aratinga leucophthalmus (Statius Muller, 1776)
- Aratinga euops
- Aratinga labati (extinto)
- Aratinga chloroptera
- Jandaia-amarela, Aratinga solstitialis (Linnaeus, 1766)
- Aratinga pintoi (ou Aratinga maculata[5])
- Jandaia-verdadeira, Aratinga jandaya (Gmelin, 1788)
- Jandaia-de-testa-vermelha, Aratinga auricapilla (Kuhl, 1820)
- Periquito-de-cabeça-suja, Aratinga weddellii (Deville, 1851)
- Periquito-de-bochecha-parda, Aratinga pertinax (Linnaeus, 1758)
- Aratinga nana
- Aratinga canicularis
- Periquito-rei ou jandaia-coquinho, Aratinga aurea (Gmelin, 1788)
- Periquito-da-caatinga, Aratinga cactorum (Kuhl, 1820)
- Guaruba, Aratinga guarouba